# Polycandelon

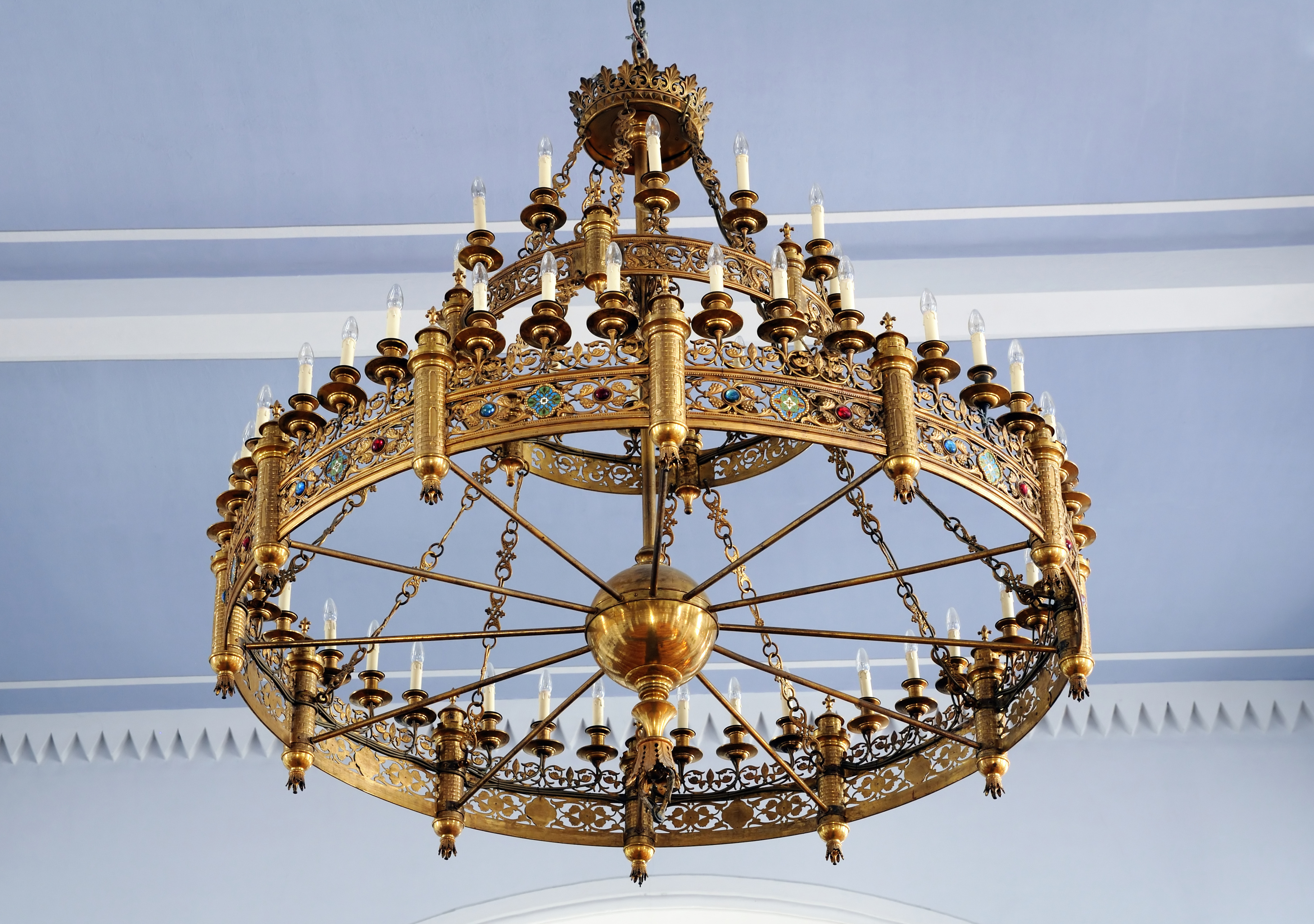
Un lampadario del tipo poycandelon in una chiesa tedesca

Polycandelon è un termine greco che indica un lampadario con luci. Generalmente di forma circolare, può essere anche rettangolare o a croce. Esempi di questa particolare forma di illuminazione sono visibili all'interno della chiesa di Santa Sofia ad Istanbul e anche descritte all'interno di un poemetto di Paolo Silenziario, un intellettuale di Costantinopoli del VI secolo.